# Mumyō zōshi
Das Mumyō zōshi (japanisch 無名草子 Büchlein ohne Titel, auch: 無名物語 Erzählung ohne Titel, oder 建久物語 Kenkyū monogatari) ist ein bedeutendes Quellenwerk der mittelalterlichen Literaturtheorie und die älteste erhaltene Schrift über die Erzählliteratur der Heian-Zeit. Als Quelle ist es insbesondere für die Erforschung unwiederbringlich verlorener Erzählungen bedeutsam. Es umfasst ein Maki (Schriftrolle) und entstand um 1200. Der Verfasser ist unbekannt.

## Überblick
Die Erwähnung des 7. Jahres der Ära Kenkyū einerseits und des Fujiwara no Sadaie mit dem Titel Generalmajor (少将 Shōshō) andererseits lassen den Schluss zu, dass das Mumyō-zōshi zwischen 1196 und 1202 entstanden ist. Eine bisher nicht gesicherte Annahme ist, dass die Tochter von Fujiwara no Toshinari (藤原俊成女 ~ no musume, 1171?–1252) die Autorin des Textes ist. Da das Büchlein ohne Namen als Bericht einer betagten 83 Jahre alten Nonne angelegt ist, die eine regnerische Sommernacht im Tempel Saishōkōin (最勝光院) verbringt und die Gesellschaft junger Damen durch Erzählungen bereichert, hat man auch angenommen, dass Fujiwara no Toshinari selbst der Autor sein könnte. Er war 1176 in den Mönchsstand getreten und 1196 gerade 83 Jahre alt. Das Mumyō-zōshi enthält neben einer kritischen Würdigung des Genji Monogatari, die etwa ein Drittel des Buchumfangs ausmacht, Kritiken von 22 weiteren Erzählungen, Waka und Erzählungen von Dichterinnen.
Nach einer Einleitung vergleicht die Nonne 28 Erzählungen. Die Besprechung des Genji Monogatari befasst sich mit den Hauptfiguren, den tragenden Ideen und wichtigen Szenen des Werks. Die Form der Rahmenerzählung ist vom Ōkagami entlehnt. Insbesondere auch die Dialogform zwischen der Nonne und den anwesenden Damen ist untypisch für die Erzählliteratur und erinnert ebenfalls an die Kagami, die Spiegelliteratur.
Es sind nur wenige Handschriften überliefert. Die älteste ist das Shōkōkanzō-bon (彰考館藏本), das auf einen Text aus dem Besitz von Tsumori Kunifuyu von 1335 zurückgeht. Der einzige alte Druck des Textes findet sich in der Sammlung Gunsho Ruijū.

## Aufbau
1. Einleitung und Beginn der Rahmenerzählung, in der berichtet wird, dass die alte Nonne den Tempel in Kyoto erreicht und am Abend eine Gesellschaft von Damen unterhält.
2. Besprechung von Erzählungen beginnend mit dem Genji Monogatari. Es folgen Besprechungen der „Tsukuri Monogatari“ (作り物語, fiktive Erzählungen), wie das Sagoromo Monogatari (狭衣物語), das Yoru no Nezame (夜の寝覚), das Hamamatsu Chūnagon Monogatari (浜松中納言物語), das Torikaebaya Monogatari (とりかへばや物語).
3. Es folgen Besprechungen von „Uta Monogatari“ (歌物語), einer Mischung aus Poesie und erzählten Sagen, wie das Ise Monogatari, das Yamato Monogatari. Außerdem werden Gedichte aus dem Man’yōshū und aus kaiserlichen und privaten Gedichtsammlungen und Dichterwettstreiten (utaawase) besprochen.
4. Zuletzt wird die Frauenliteratur besprochen. Darunter die Dichtung der Hofdamen Sei Shōnagon, Murasaki Shikibu, Izumi Shikibu, Koshikibu no Naishi und Yamato no Senji. Dann die Dichterinnen Ise, Senshinai-shinnō, Fujiwara no Teishi und Fujiwara no Kanshi.